# Отвил (Ен)
Отвил (фр. Hauteville) насеље је и општина у североисточној Француској у региону Пикардија, у департману Ен (Пикардија) која припада префектури Вервен.
По подацима из 2011. године у општини је живело 165 становника, а густина насељености је износила 23,24 становника/km². Општина се простире на површини од 7,1 km². Налази се на средњој надморској висини од 94 метара (максималној 151 m, а минималној 75 m).

## Демографија
| 1962. | 1968. | 1975. | 1982. | 1990. | 1999. | 2011. |
| ----- | ----- | ----- | ----- | ----- | ----- | ----- |
| 207   | 215   | 191   | 161   | 166   | 172   | 165   |

График промене броја становника у току последњих година